# Gabriele Graube
Gabriele Graube (* 1961 in Seelow) ist eine deutsche Erziehungswissenschaftlerin.

## Leben
Nach dem Studium (1980–1985) der Verarbeitungs- und Verfahrenstechnik an der Fakultät Maschinenbau an der TU Dresden (Abschluss Dipl.-Ing.) war sie von 1985 bis 1988 wissenschaftliche Assistentin an der TU Dresden im Wissenschaftsbereich Textil- und Bekleidungstechnik. Nach der Promotion A 1989 zum Dr.-Ing. an der TU Dresden war sie von 1990 bis 1991 wissenschaftliche Assistentin an der Ingenieurhochschule Berlin. Nach der Habilitation 2008 (Venia legendi für Technische Bildung) an der TU Braunschweig wurde sie 2015 außerplanmäßige Professorin an der TU Braunschweig.

## Schriften (Auswahl)
- Verbesserung der Stoffausnutzung in der Produktionsvorbereitung der Trikotagenkonfektion. 1989, OCLC 722052341.
- Technik und Kommunikation – ein systemischer Ansatz technischer Bildung. Göttingen 2009, ISBN 978-3-86727-897-3.